# Goicoechea (tổng)
Goicoechea là một tổng ở tỉnh San José thuộc Costa Rica. Tổng này có diện tích 31,50 km² , và dân số là 124.704 người . Thủ phủ của tổng này là Guadalupe.
Tổng này chạy dọc theo các khu vực ngoại ô phía bắc San José Centro, kéo dài đến Cordillera Central cho đến khi đến ranh giới phía đông giữa sông Durazno (ranh giới phía bắc) và sông Tiribí (ranh giới phía nam).
Tổng Goicoechea được chia thành 7 huyện.
1. Guadalupe
2. San Francisco
3. Calle Blancos
4. Mata de Plátano
5. Ipís
6. Rancho Redondo
7. Purral